# Pałac biskupi w Birgu
Pałac biskupi (malt. Il-Palazz tal-Isqof) – pałacowy budynek w Birgu na Malcie, który był rezydencją rzymskokatolickich biskupów Malty. Został zbudowany około XVI wieku.

## Historia
Budynek, który później stał się znany jako pałac biskupi, został zbudowany około XVI wieku. Należał do rodziny Abela (przodków Giovanniego Francesco Abeli), dopóki w roku 1542 nie został zakupiony przez biskupa Domenico Cubellesa. Budynek, poza siedzibą biskupa, mieścił także kurię i trybunał kościelny. W sąsiednim aneksie znajdowało się więzienie, w którym trzymano więźniów oczekujących na proces lub odbywających karę zasądzoną przez sąd biskupi.
Po tym, jak w latach 70. XVI wieku Valletta zastąpiła Birgu jako stolica Malty, kuria początkowo pozostała w pałacu w Birgu ponieważ władający Maltą rycerze św. Jana byli przeciwni przeniesieniu siedziby biskupa do nowego miasta. Pałac został zmodyfikowany przez Baldassare Cagliaresa, który był biskupem w latach 1615–1633, ale podczas swojego urzędowania zbudował także nowy pałac biskupi w Valletcie i kuria ostatecznie wyprowadziła się z Birgu. Cagliares był zatem ostatnim biskupem, który rezydował w pałacu biskupim w Birgu.
Budynek pozostał własnością kurii i był czasami używany przez późniejszych biskupów podczas wizyt duszpasterskich. Później, w XVII wieku podczas biskupstwa Miguela Juana Balaguera został powiększony. Był też wynajmowany jako kamienica czynszowa, a przez pewien czas mieściła się w nim szkoła. Na początku XXI wieku przestał być używany.

## Architektura
Fasada budynku ma charakterystyczny XVI-wieczny styl i uważa się, że zachowała swoją pierwotną konfigurację.

## Ochrona dziedzictwa kulturowego
Budynek został 27 sierpnia 2012 roku umieszczony na liście National Inventory of the Cultural Property of the Maltese Islands pod numerem 00717.